# Rhododendron subpacificum
Rhododendron subpacificum är en ljungväxtart som beskrevs av Herman Otto Sleumer. Rhododendron subpacificum ingår i släktet rododendron, och familjen ljungväxter. Inga underarter finns listade i Catalogue of Life.